# Бацанов, Борис Терентьевич
Борис Терентьевич Бацанов (29 марта 1927, Нижний Новгород — 21 февраля 2005, Москва) — советский дипломат, заведующий секретариатом председателя Совета Министров СССР, чрезвычайный и полномочный посол СССР.

## Биография
Родился в семье генерал-майора Терентия Кирилловича Бацанова и Елены Алексеевны Бацановой (урожд. Петруничевой; 1895—1980). Брат матери — Николай Петруничев, советский партийный деятель, пропал без вести в 1941 году. 
В 1949 году окончил Институт внешней торговли.
В 1949—1952 годах — консультант Министерства внешней торговли СССР.
Член ВКП(б) с 1951 года.
В 1952—1955 гг. — старший референт, старший эксперт Советской контрольной комиссии и аппарата Верховного комиссара СССР в Германии.
В 1955—1958 годах — 2-й секретарь посольства СССР в Федеративной Республике Германии.
В 1958—1961 годах — слушатель Высшей дипломатической школы Министерства иностранных дел СССР.
В 1961—1965 годах — в аппарате Министерства иностранных дел СССР. В 1965—1967 годах — заместитель заведующего III Европейского отдела МИД СССР.
В 1967—1974 годах — помощник Председателя Совета министров СССР.
В 1974—1991 годах — заведующий секретариатом Председателя Совета Министров СССР.
Избирался депутатом Верховного Совета РСФСР 11-го созыва. Делегат XXV, XXVI, XXVII съездов КПСС, XIX партконференции.
Скончался 21 февраля 2005 года в Москве. Похоронен на Донском кладбище.

#### Семья
Жена — Нина Александровна Бацанова (урожд. Афанасьева; 1926—2016), кандидат экономических наук, работала в ИМЭМО РАН СССР.
- Сын — Сергей Борисович Бацанов (род. 1954) работал в системе Министерства иностранных дел СССР, затем МИД Российской Федерации. 15 февраля 1991 года Указом Президента Советского Союза С.Б. Бацанову присвоен ранг Чрезвычайного и Полномочного Посла, с 1992 года — Чрезвычайный и Полномочный Посол РФ. Член Российского Пагуошского комитета при Президиуме РАН[1].
- Дочь — Галя Моррелл (урожд. Галина Борисовна Бацанова, род. в 1961)[2]. 1-й брак — с Сергеем Николаевичем Наметкиным, сыном Н.С.Наметкина. 2-й брак — Стивен Моррелл, предприниматель из США. 3-й брак — Оле Йорген Хаммекен, полярный исследователь, актер и педагог.[3]
  - Внуки: Сергей (род.1988; при рожд. — Сергей Сергеевич Наметкин; Серж Морелл[4]) и Арсений (род. 1991; при рожд. — Арсений Сергеевич Наметкин; Кевин Моррелл).

## Награды
- орден Ленина
- орден Октябрьской Революции
- орден Трудового Красного Знамени
- орден Знак Почёта

## Оценки
За несколько дней до беседы с Алексеем Николаевичем ко мне в кабинет зашел Борис Терентьевич Бацанов, начальник секретариата председателя Совета министров СССР и мой непосредственный начальник. Это был славный человек. Борис Терентьевич достойно вел сложнейший участок международной деятельности главы правительства СССР. Мы с ним много и слаженно сотрудничали в подготовке разных документов и речей в бытность мою в Министерстве иностранных дел СССР.Борис Дмитриевич Пядышев, Чрезвычайный и Полномочный Посол, почетный работник дипломатической службы России, доктор исторических наук, главный редактор журнала «Международная жизнь»
.
Борис Терентьевич Бацанов, сорокалетний советник Третьего Европейского отдела, работавший в советском посольстве в ФРГ, кажется любимец заместителя министра Владимира Семеновича Семёнова, человека известного во многих отношениях.Алексе Джерменович Гвишиани
.